# James Wade
James Wade (Aldershot, 1983. április 6. –) angol dartsjátékos. 2001-től 2004-ig a British Darts Organisation, majd 2004-től a Professional Darts Corporation tagja. 2007-ben ő lett a legfiatalabb dartsjátékos, aki kiemelt PDC tornát tudott nyerni (World Matchplay). Beceneve "The Machine".

## Pályafutása

### Kezdetek, BDO
Wade 14 évesen kezdett el dartsozni. Első próbálkozásra megnyerte a Bakingstoke Open tornát.
Wade a BDO-nál kezdte karrierjét, ahol 2001 és 2004 között játszott. 2001-ben a British Classic-on döntőt játszott, ahol John Walton-tól kapott ki. A következő évben megszületett első tornagyőzelme, miután megnyerte a Swiss Opent.
Wade első televíziós mérkőzését a 2003-as BDO világbajnokságon játszotta, de az első körben kikapott Dennis Harbourtól és rögtön búcsúzott a tornától. A meccsen 8 darab meccsnyila is volt a negyedik szettben, de nem tudta kihasználni egyiket sem. Ebben az évben néhány BDO tornán kiválóan szerepelt, ezt mutatja, hogy bejutott a Norway Open döntőjébe, a Belgian Open elődöntőjébe és a Dutch Open negyeddöntőjébe is.
A 2004-es BDO világbajnokságon a második körben esett ki Darryl Fitton ellen. Ebben az évben negyeddöntős volt a German Openen. Legutolsó versenye a BDO játékosaként a Man-szigeteki International Darts League volt. 
2004 májusában Wade úgy döntött, hogy visszamondja automatikus indulási jogát a World Darts Trophy-n és a következő évi világbajnokságon. Ebből következett, hogy elsődleges célja átszerződni a PDC szervezetéhez. Ez még ebben az évben meg is történt és Wade 3 év után áttért a "profik" közé.

### PDC
Az első nagyobb tornája a PDC-nél a 2004-es UK Open volt. Egészen a negyedik körig sikerült eljutnia, ahol Colin Lloyd ellen esett ki. Ebben az évben sikerrel vette a világbajnoki selejtezőt, így kijutott a 2005-ös világbajnokságra, ahol azóta is minden évben elindul.
Wade az első két világbajnokságán mindkétszer az első körben kiesett, így hamar búcsúzni kényszerült.
A 2007-es vb-n már a nyolcaddöntőig sikerült eljutnia. Itt egy szoros mérkőzésen esett ki Terry Jenkins ellen.
Wade első komoly sikere 2007-ben a World Matchplay megnyerése volt. Ezzel ő lett a legfiatalabb játékos a PDC-nél, aki kiemelt tornát tudott nyerni. Később ezt a rekordot Michael van Gerwen adta át a múltnak 2012-ben, majd Luke Littler 2024-ben. Ugyanebben az évben Wade egy másik kiemelt tornát is meg tudott nyerni, amely a World Grand Prix volt.
2008-as világbajnokságon Wade a negyeddöntőben szenvedett vereséget és esett ki a későbbi győztes John Part ellen.
Ebben az évben karrierje során először megnyerte a UK Opent.
A 2009-es világbajnokságon az elődöntőig jutott, ahol Raymond van Barneveldtől kapott ki 6–4-re.
Ebben az évben megnyerte a Premier Leaguet. Ezzel ő lett az első játékos Phil Taylor után, akinek ez sikerült. Ebben az évben Taylor a döntőbe sem tudott bejutni, ahol Wade ellenfele Mervyn King volt. Wade a döntőben 13–8-ra győzött.
Wade a 2010-es vb-n a negyeddöntőig jutott, ahol az ausztrál Simon Whitlock ellen kapott ki, aki később döntőt játszott a tornán.
2010-ben Wade újra döntőbe került a Premier League-ben, de nem tudta megvédeni a címét, mivel Taylornak újra sikerült felülnie a trónra. Ebben a döntőben Taylor kiválóan játszott és sikerült dobnia két darab kilencnyilast is, amire korábban még nem volt példa televíziós mérkőzésen. Wade 2010 októberében karrierje során másodszor megnyerte a World Grand Prix-t, a döntőben Adrian Lewist legyőzve 6–3-ra.
A 2011-es világbajnokságon  Wade csak a második körig jutott, ahol az osztrák Mensur Suljović-tól kapott ki 4–2-re. Az év további részében 2008 után újra megnyerte a UK Opent, és a World Matchplay-en is döntőt játszott.
A következő vb-n (2012) az elődöntőben esett ki Adrian Lewis ellen. Ezen a meccsen Wade már 5–1-re vezetett, de Lewis sorozatban 10 leget nyerve teljesen átvette az irányítást és végül 6–5-re megfordította a mérkőzést. Lewis a döntőben újra nyert, így megvédte világbajnoki címét.
Wade-nek a következő vb-n is csak az elődöntő jött össze, ahol a holland van Gerwen ellen kapott ki 6–4-re.
2014-ben viszont már egy körrel hamarabb búcsúzni kényszerült a negyeddöntőben, ahol Lewis 5–1-re verte meg.
Ebben az évben megnyerte az először kiírásra kerülő The Masters tornát, ezzel négy év után tudott újra kiemelt PDC tornát nyerni. A döntőben Mervyn King volt az ellenfele. King már 9–2-re vezetett Wade ellen, aki hatalmas bravúrral végül 11–10-re megfordította és megnyerte a meccset.
A World Grand Prix-n Robert Thorntonnal játszott meccsén dobott egy kilencnyilast, ami után nem sokkal Thornton is dobott egyet. Wade lett a második, Thornton pedig a harmadik játékos, akinek sikerült kilencnyilast dobnia dupla beszállóval. Az első ilyet Brendan Dolan dobta 2011-ben (éppen Wade ellen). Wade a Thornton elleni mérkőzést megnyerte és ezen a tornán a döntőig jutott, ahol van Gerwentől kapott ki.
A 2015-ös világbajnokságon a második körben esett ki az első PDC világbajnokságán részt vevő Stephen Bunting ellen. A World Matchplayen a döntőbe jutott, ahol 18–12-re kapott ki van Gerwentől.
A 2016-os vb-n a negyeddöntőben szenvedett vereséget a későbbi győztes Gary Anderson ellen 5–1-re. Az Európa-bajnokságon az elődöntőig jutott, ahol van Gerwen ellen búcsúzott. 2010 után újra döntőt játszhatott a Grand Slam of Darts-on, de nem tudta legyőzni az ebben az évben verhetetlen van Gerwent.
2017-ben a világbajnokságon az előző év után újra a negyeddöntőig jutott, ahol ezúttal a skót Peter Wright ellen esett ki.
Wade a 2018-as vb-n már az első körben búcsúzni kényszerült, miután 3–2-es vereséget szenvedett honfitársától Keegan Brown-tól. Az év további részében megnyerte az Európa-bajnokságot, ahol Simon Whitlock-ot 11–8-ra győzte le. A World Series of Darts tornára is sikerült átmentenie jó formáját, melynek fináléjában Michael Smith-t múlta felül 11–10-re és így rövid idő alatt második tornagyőzelmét szerezte meg.
A 2019-es világbajnokságot a második körben kezdte meg, ahol a japán Aszada Szeigo ellen győzött 3–2-re. A következő körben visszavágott a tavalyi kiesésért Keegan Brownnak és bejutott a negyedik fordulóba. Ellenfele a korábbana 8. kiemelt Whitlock-ot és a 25. kiemelt Alan Norrist is búcsúsztató Ryan Joyce volt, aki ellen bár 5 meccsnyilat is dobhatott, végül 4–3-as győzelemmel kiejtette Wade-t.
2020 októberének végén, novemberének elején rendezték meg az Európa-bajnokságot, amelynek döntőjében Peter Wrighttól szenvedett vereséget 11–4 arányba. November végén döntőbe jutott a Grand Slam of Dartson is, ott azonban alulmaradt José de Sousával szemben.
A 2021-es PDC-dartsvilágbajnokság 3. fordulójában kilencnyilas kiszállót ért el a Stephen Bunting ellen 4–2-re elvesztett mérkőzésén, így nem jutott be a legjobb 16 játékos közé.
2021 márciusában pályafutása során harmadszor nyerte meg a UK Opent, a döntőben Luke Humphriest legyőzve 11–5 arányban.
Következett a Premier League, ahol aránylag az egész torna alatt jól játszott de a hátsók között zárt, nem jutott ki a rájátszásba. A World Matchplayen az első körben Luke Humphries sima 10–3-mal kiejtette. A World Grand Prix második körében Stephen Bunting ellen szenvedett 3–1-es vereséget.

## Világbajnoki szereplései

### BDO
- 2003: Első kör (vereség  Dennis Harbour ellen 2–3)
- 2004: Második kör (vereség  Darryl Fitton ellen 1–3)

### PDC
- 2005: Első kör (vereség  Mark Holden ellen 0–3)
- 2006: Első kör (vereség  Wayne Jones ellen 2–3)
- 2007: Harmadik kör (vereség  Terry Jenkins ellen 3–4)
- 2008: Negyeddöntő (vereség  John Part ellen 4–5)
- 2009: Elődöntő (vereség  Raymond van Barneveld ellen 4–6)
- 2010: Negyeddöntő (vereség  Simon Whitlock ellen 3–5)
- 2011: Második kör (vereség  Mensur Suljović ellen 2–4)
- 2012: Elődöntő (vereség  Adrian Lewis ellen 5–6)
- 2013: Elődöntő (vereség  Michael van Gerwen ellen 4–6)
- 2014: Negyeddöntő (vereség  Adrian Lewis ellen 1–6)
- 2015: Második kör (vereség  Stephen Bunting ellen 1–4)
- 2016: Negyeddöntő (vereség  Gary Anderson ellen 1–5)
- 2017: Negyeddöntő (vereség  Peter Wright ellen 3–5)
- 2018: Első kör (vereség  Keegan Brown ellen 2–3)
- 2019: Negyedik kör (vereség  Ryan Joyce ellen 3–4)
- 2020: Harmadik kör (vereség  Steve Beaton ellen 2–4)
- 2021: Harmadik kör (vereség  Stephen Bunting ellen 2–4)
- 2022: Elődöntő (vereség  Michael Smith ellen 3–6)
- 2023: Második kör (vereség  Jim Williams ellen 2–3)
- 2024: Második kör (vereség  Matt Campbell ellen 2–3)
- 2025: Második kör (vereség  Jermaine Wattimena ellen 0–3)

## Döntői

### PDC nagytornák: 27 döntős szereplés
| Történet                       |
| World Matchplay (1–6)          |
| World Grand Prix (2–1)         |
| Grand Slam (0–3)               |
| Premier League (1–2)           |
| Európa-bajnokság (1–2)         |
| UK Open (3–1)                  |
| The Masters (1–1)              |
| Championship League (1–0)      |
| Las Vegas Desert Classic (0–1) |

| Eredmény | Sorszám | Év   | Bajnokság                 | Ellenfél a döntőben | Pontok    |
| Döntős   | 1.      | 2006 | World Matchplay           | Phil Taylor         | 11–18 (l) |
| Győztes  | 1.      | 2007 | World Matchplay           | Terry Jenkins       | 18–7 (l)  |
| Győztes  | 2.      | 2007 | World Grand Prix          | Terry Jenkins       | 6–3 (sz)  |
| Döntős   | 2.      | 2008 | Premier League Darts      | Phil Taylor         | 8–16 (l)  |
| Győztes  | 3.      | 2008 | UK Open                   | Gary Mawson         | 11–7 (l)  |
| Döntős   | 3.      | 2008 | Las Vegas Desert Classic  | Phil Taylor         | 7–13 (l)  |
| Döntős   | 4.      | 2008 | World Matchplay           | Phil Taylor         | 9–18 (l)  |
| Győztes  | 4.      | 2009 | Premier League Darts      | Mervyn King         | 13–8 (l)  |
| Döntős   | 5.      | 2010 | Premier League Darts      | Phil Taylor         | 8–10 (l)  |
| Győztes  | 5.      | 2010 | World Grand Prix (2)      | Adrian Lewis        | 6–3 (sz)  |
| Győztes  | 6.      | 2010 | Championship League Darts | Phil Taylor         | 6–5 (l)   |
| Döntős   | 6.      | 2010 | Grand Slam of Darts       | Scott Waites        | 12–16 (l) |
| Győztes  | 7.      | 2011 | UK Open (2)               | Wes Newton          | 11–8 (l)  |
| Döntős   | 7.      | 2011 | World Matchplay           | Phil Taylor         | 8–18 (l)  |
| Döntős   | 8.      | 2012 | World Matchplay           | Phil Taylor         | 15–18 (l) |
| Döntős   | 9.      | 2014 | World Grand Prix          | Michael van Gerwen  | 3–5 (sz)  |
| Győztes  | 8.      | 2014 | The Masters               | Mervyn King         | 11–10 (l) |
| Döntős   | 10.     | 2015 | World Matchplay           | Michael van Gerwen  | 12–18 (l) |
| Döntős   | 11.     | 2016 | Grand Slam of Darts       | Michael van Gerwen  | 8–16 (l)  |
| Győztes  | 9.      | 2018 | Európa-bajnokság          | Simon Whitlock      | 11–8 (l)  |
| Döntős   | 12.     | 2019 | The Masters               | Michael van Gerwen  | 5–11 (l)  |
| Döntős   | 13.     | 2020 | Európa-bajnokság          | Peter Wright        | 4–11 (l)  |
| Döntős   | 14.     | 2020 | Grand Slam of Darts       | José de Sousa       | 12–16 (l) |
| Győztes  | 10.     | 2021 | UK Open (3)               | Luke Humphries      | 11–5 (l)  |
| Döntős   | 15.     | 2023 | Európa-bajnokság          | Peter Wright        | 6–11 (l)  |
| Döntős   | 16.     | 2025 | UK Open                   | Luke Littler        | 2–11 (l)  |
| Döntős   | 17.     | 2025 | World Matchplay           | Luke Littler        | 13–18 (l) |

### PDC World Series of Darts tornák: 4 döntős szereplés
| Történet                           |
| World Series of Darts Finals (1–0) |
| World Series of Darts (0–3)        |

| Eredmény | Sorszám | Év   | Bajnokság                     | Ellenfél a döntőben | Pontok    |
| Döntős   | 1.      | 2015 | Perth Darts Masters           | Phil Taylor         | 7–11 (l)  |
| Döntős   | 2.      | 2016 | Shanghai Darts Masters        | Michael van Gerwen  | 3–8 (l)   |
| Győztes  | 1.      | 2018 | World Series of Darts Finals  | Michael Smith       | 11–10 (l) |
| Döntős   | 3.      | 2022 | New South Wales Darts Masters | Jonny Clayton       | 1–8 (l)   |

1. 1 2  (l) = pontszám legekben, (sz) = pontszám szettekben.

## További tornagyőzelmei
| Players Championships - Players Championship (BAR): 2015, 2019 (x4), 2022 - Players Championship (CRA): 2014 - Players Championship (EMI): 2009 - Players Championship (GER): 2011 - Players Championship (GIB): 2008 - Players Championship (HOL): 2008, 2010 - Players Championship (LEI): 2025 - Players Championship (MK): 2020 - Players Championship (NUL): 2009 - Players Championship (SCO): 2008 - Players Championship (SPA): 2011 - Players Championship (WIG): 2015, 2019 UK Open Regionals/Qualifiers - Regional Final (NWE): 2007, 2009 - Regional Final (SCO): 2007 - Regional Final (WAL): 2007 - UK Open Qualifier: 2010 European Tour Events - Gibraltar Darts Trophy: 2014 - European Darts Matchplay: 2016 World Series of Darts Events - World Series of Darts Finals: 2018 | - Bournemouth Men's Singles: 2010 - Bournemouth Open: 2010 - Championship of Darts: 2010 - Cosham Xmas Open: 2003 - Irish Masters: 2005 - Jocky Wilson Cup (csapat): 2009 - Pro Celebrity Challenge: 2008 - Swiss Open: 2002 - Vauxhall Autumn Open: 2006 - William Cross Pro Am: 2007, 2008 |

## Televíziós 9 nyilasai
| Időpont            | Ellenfél        | Torna               | Kombináció                                | Díjazás |
| ------------------ | --------------- | ------------------- | ----------------------------------------- | ------- |
| 2008. november 20. | Gary Anderson   | Grand Slam of Darts | 3 x T20; 3 x T20; T20, T19, D12           | —       |
| 2014. október 8.   | Robert Thornton | World Grand Prix    | D20, 2 x T20; 3 x T20; T20, T17, bullseye | 2500 £  |
| 2020. december 29. | Stephen Bunting | PDC világbajnokság  | 3 x T20; 3 x T20; T20, T19, D12           | —       |
| 2022. március 5.   | Boris Krčmar    | UK Open             | 3 x T20; 3 x T20; T20, T19, D12           | —       |